# Andriïvka (raïon de Volnovakha)
Pour les articles homonymes, voir Andriïvka.
Andriïvka (en ukrainien : Андріївка, en russe : Андреевка, Andreïevka) est une commune urbaine de l'oblast de Donetsk, en Ukraine. Sa population s'élevait à  2 557 habitants en 2021.

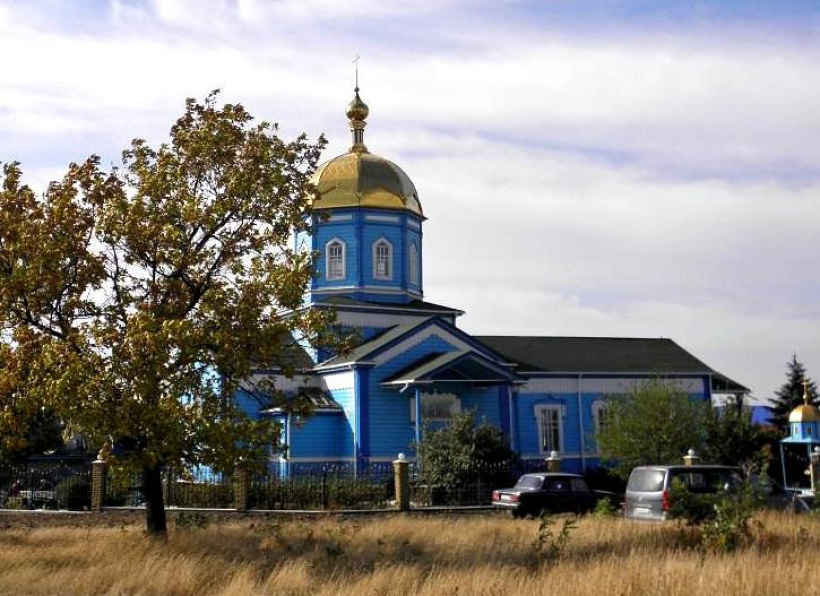
Son église classée,
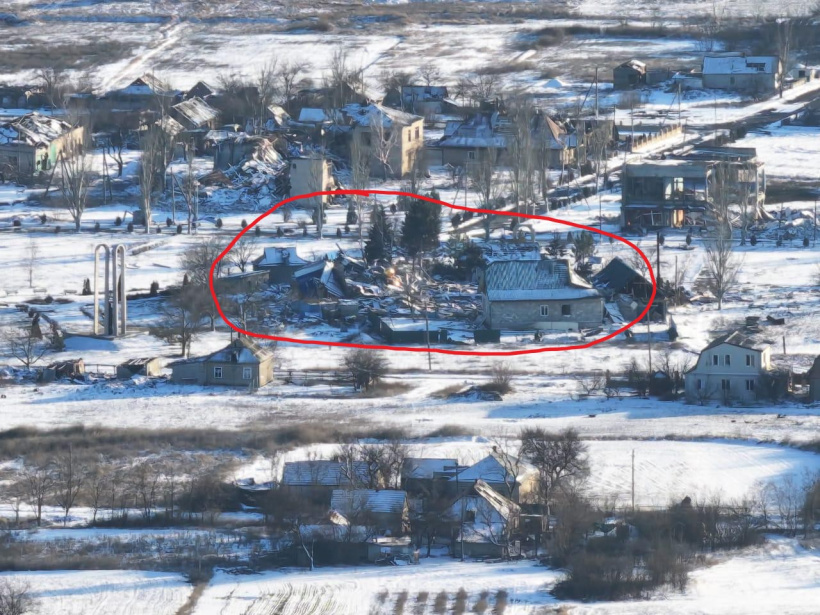
détruite par bombardement en février 2025.